# زغلول (اسم)
زغلول هو اسم علم مذكر من أصل عربي، ومعناه هو الطفل؛ والعامة أسمت فرخ الحمام زغلولًا ك الطفل، يلفظه البعض بفتح الزاي وصوابه الضم.

## شخصيات تحمل الاسم
- زغلول النجار (جيولوجي وكاتب مصري، 17 نوفمبر 1933 – )
- سعد زغلول زعيم ثورة ١٩١٩

## وصلات خارجية
- موسوعة السلطان قابوس لأسماء العرب نسخة محفوظة 5 أبريل 2019 على موقع واي باك مشين.